# Le Vaud
Le Vaud je obec na jihozápadě Švýcarska v okrese Nyon v kantonu Vaud. Žije zde přibližně 1 300 obyvatel.

## Geografie

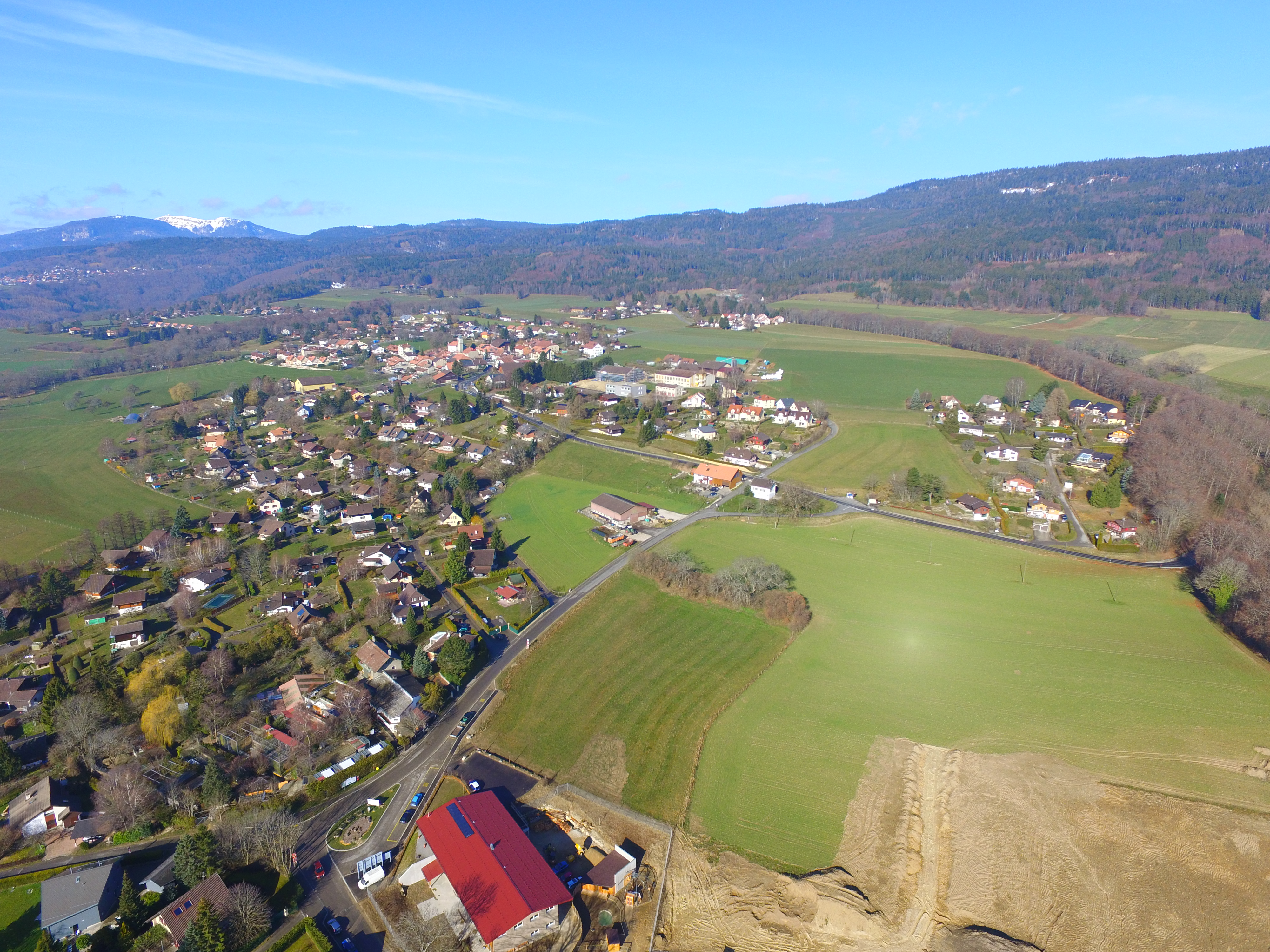
Letecký pohled na obec

Le Vaud leží v nadmořské výšce 815 m, vzdušnou čarou 11 km severně od okresního města Nyon. Obec se rozkládá na jižním svahu Jury mezi potokem Ruisseau du Geny na západě a potokem Serine na východě, v panoramatické poloze asi 450 metrů nad hladinou Ženevského jezera.
Území obce o rozloze 3,1 km² pokrývá část jižního svahu Jury. Území obce je ohraničeno údolími dvou potoků Ruisseau du Geny a Serine. Geny se vlévá do Serine pod městem Le Vaud. V údolí Serine se nachází přírodní rezervace Le Marais. Na severozápadě se území obce rozprostírá v úzkém pásu po zalesněném svahu Jury až k hřebeni pohoří Mont-Tendre, kde se nachází nejvyšší bod Le Vaud ve výšce 1350 m n. m. V horách se nachází i několik horských masivů. V roce 1997 bylo 18 % území obce pokryto zastavěnou plochou, 28 % lesy a lesními porosty, 53 % zemědělstvím a necelé 1 % neproduktivní půdou.
V Le Vaud se nachází několik čtvrtí rodinných domů. Sousedními obcemi Le Vaud jsou Bassins na západě, Begnins na jihu, Burtigny na východě a Marchissy na severu.

## Historie
První doložená zmínka o současném názvu obce pochází z roku 1300, kdy se objevil název Au Vaud, později také Du Vaud. Název je odvozen z vulgárního latinského valdus (les). Před rokem 1300 se obec pravděpodobně jmenovala Vollotar. V Le Vaud mělo bohaté pozemky cisterciácké opatství Bonmont. Po dobytí Vaudu Bernem v roce 1536 přešla obec pod správu panství Morges. Daně se však nadále vybíraly na hradě Bonmont. Po pádu Staré konfederace patřila obec v letech 1798–1803 v období helvétského soustátí ke kantonu Léman, který byl poté, když vstoupila v platnost Ústava o zprostředkování, sloučen s kantonem Vaud. V roce 1803 byl přiřazen k okresu Nyon.

## Obyvatelstvo
| Rok            | 1850 | 1900 | 1910 | 1930 | 1950 | 1960 | 1970 | 1980 | 1990 | 2000 |
| Počet obyvatel | 200  | 190  | 200  | 181  | 180  | 155  | 164  | 427  | 682  | 942  |

80,0 % obyvatel hovoří francouzsky, 8,2 % anglicky a 7,5 % německy (stav v roce 2000). V roce 1900 žilo v Le Vaud celkem 190 obyvatel. Po roce 1970 (164 obyvatel) začal počet obyvatel rychle růst a během 30 let se zvýšil šestinásobně.

## Hospodářství

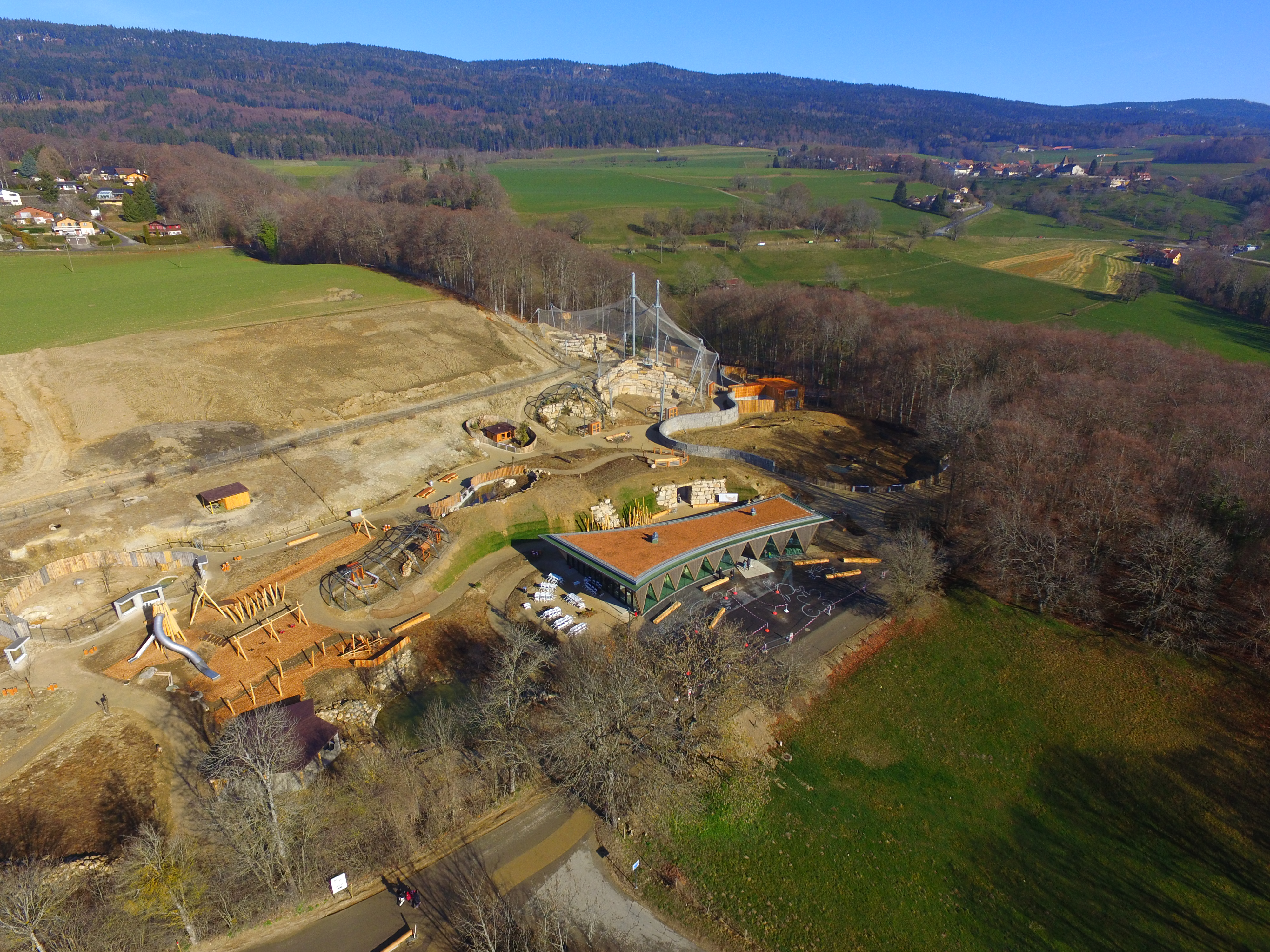
Zoo de la Garenne

Až do druhé poloviny 20. století byla obec Le Vaud charakteristická především zemědělstvím. Dnes hraje zemědělství jako zdroj příjmů jen malou roli, hlavním zdrojem příjmů je chov dobytka a chov dojnic. Další pracovní příležitosti jsou k dispozici v místním průmyslu a ve službách. V Le Vaud se od roku 1965 nachází zoologická zahrada Zoo de la Garenne. V posledních desetiletích se obec díky své atraktivní poloze rozvinula v rezidenční obec. Mnoho pracujících dojíždí za prací především do Nyonu a Ženevy.

## Doprava
Obec se nachází mimo hlavní dopravní tepny, hlavní přístupová trasa vede z Glandu. Dálniční křižovatka Gland na dálnici A1 (Ženeva–Lausanne) je od obce vzdálena asi 8 km. Le Vaud je napojen na síť veřejné dopravy prostřednictvím linky Postbusu z Nyonu do Gimelu.